# L'alfier nero
L'alfier nero è un racconto dell'autore italiano Arrigo Boito, pubblicato su rivista nel 1867.
È considerato tra le migliori opere di genere fantastico dell'Ottocento italiano.

## Trama
In una stazione termale svizzera, tra gli ospiti del principale albergo si distingue un uomo di colore scuro come l'ebano, che suscita la curiosità degli altri villeggianti. Si tratta di un giamaicano nativo di Morant Bay, portato clandestinamente in Europa da ragazzo per essere venduto come schiavo e acquistato da un lord inglese che, affezionatoglisi, lo designò erede di tutte le sue sostanze. Stabilitosi a Ginevra, è chiamato Tom (come il protagonista del romanzo di Harriet Beecher Stowe) dai suoi concittadini per la sua bonomia e magnanimità. Tutti gli anni fa la cura delle acque malgrado l'etisia di cui è malato non gli lasci scampo.
Lo statunitense bianco Giorgio Anderssen, incuriosito dalla storia del personaggio, lo invita ad una partita a scacchi, gioco nel quale è molto versato. I due prendono i pezzi col colore corrispondente alle rispettive carnagioni: mentre la tattica di Anderssen appare ordinata e razionale, quella di Tom appare caotica, e tuttavia altrettanto efficace. La partita, iniziata dopo cena, si protrae per tutta la notte, lasciando i due contendenti con pochi pezzi ciascuno. Tom, in particolare, difende accanitamente uno dei suoi alfieri, un pezzo la cui testa si era rotta ma era stata riattaccata con ceralacca rossa. Poco dopo che Andersson gliel'ha mangiato, Tom lo fa rivivere grazie ad un pedone giunto all'estremità opposta della scacchiera e dà così scacco matto al re bianco.
Anderssen, che non riesce a sopportare l'idea di essere stato sconfitto da un esponente di una razza che ritiene intellettualmente inferiore, spara alla testa di Tom, uccidendolo. Le ultime parole di quest'ultimo sono: «Gall-Ruck è salvo... Dio protegga i negri».
Dopo la fuga dalla Svizzera e il rientro in patria, Anderssen, in preda ai rimorsi, si denuncia come l'assassino di Tom. Considerando la razza della vittima (che si scopre essere fratello di un certo Gall-Ruck, inafferrabile fomentatore di una rivolta di schiavi in una colonia britannica), la spontanea autodenuncia e la mancanza di premeditazione, Anderssen viene assolto, ma non è più in grado di giocare a scacchi, vedendo nelle mosse dell'alfiere nero il fantasma di Tom, e cade nella pazzia e nella miseria.